# Gustave Desnoiresterres
Gustave Le Brisoys Desnoiresterres, född den 20 juni 1817 i Bayeux, Calvados, död den 14 januari 1892, var en fransk litteratör.
Desnoiresterres utgav en mängd romaner, men hans främsta arbete är en kulturstudie över 1700-talet, Voltaire et la société française au XVIII:e siècle (1867–75, prisbelönt av Franska akademien). Därtill slöt sig Iconographie voltairienne (1878). Desnoiresterres författade även La musique française au XVIII:e siècle (1872; 2:a upplagan 1875).